# Lijst van musea in Rusland
Hieronder staat een lijst van musea in Rusland:
(gesorteerd op vestigingsplaats)

## Moskou
- Darwin Museum
- Kremlin Museum
- Nationaal Historisch Museum
- Ostankinomuseum
- Poesjkinmuseum
- Polytechnisch museum
- Tretjakovgalerij
- Tropininmuseum

## Sint-Petersburg
- Hermitage
- Kunstkamera
- Marinemuseum
- Pavlovsk museum
- Russisch Museum
- Spoorwegmuseum
- Stieglitz museum
- Wodkamuseum
- Aurora
- Poesjkin Huismuseum
- Dostojevski-museum
- Zoölogisch Museum
- Theatermuseum
- Rimski-Korsakov-museum

## Wolgograd
- Historisch Museum

## Krasnojarsk
- Kunstmuseum